# Evan N’Dicka
Obite Evan N’Dicka (* 20. August 1999 in Paris, Frankreich) ist ein ivorisch-französischer Fußballspieler. Der Innenverteidiger steht bei der AS Rom unter Vertrag. N’Dicka war französischer Juniorennationalspieler, debütierte 2023 in der ivorischen A-Nationalmannschaft und wurde 2024 mit ihr Afrika-Cup-Sieger.

## Karriere

### Verein
N’Dicka spielte in seiner Jugend für Antillais Paris 19Eme FC und FC Solitaires Paris-Est, bevor er im August 2012 zur AJ Auxerre wechselte. Dort kam er ab August 2016 für die zweite Mannschaft in der viertklassigen Championnat de France Amateur zum Einsatz. Am 27. Januar 2017 spielte N’Dicka erstmals für Auxerres erste Mannschaft und debütierte beim 1:0-Sieg gegen Clermont Foot in der Ligue 2. In der Spielzeit 2017/18 absolvierte er zwölf Ligaspiele und hatte je einen Einsatz im französischen Pokal und Ligapokal.
Zur Saison 2018/19 wechselte N’Dicka zum Bundesligisten Eintracht Frankfurt, bei dem er einen Fünfjahresvertrag unterschrieb. Der Verteidiger avancierte unter Adi Hütter direkt zum Stammspieler und wurde in der Frankfurter Dreierkette meist neben David Abraham, Makoto Hasebe oder Martin Hinteregger aufgeboten. In der Bundesliga kam er in der Spielzeit zu 27 Einsätzen, wobei er am 30. September 2018 beim 4:1-Heimsieg gegen Hannover 96 sein erstes Tor im Profifußball erzielte und im Februar 2019 als Bundesliga Rookie des Monats ausgezeichnet wurde. Zudem stand er in 9 Spielen der Europa League auf dem Feld und spielte sich mit seiner Mannschaft als Gruppenerster in der K.o.-Runde nach Siegen gegen Schachtar Donezk, Inter Mailand und Benfica Lissabon bis ins Halbfinale, in dem man gegen den späteren Sieger FC Chelsea ausschied. In der Saison 2019/20 verblieb N’Dicka in Frankfurts Stammformation und kam in 34 Pflichtspielen zum Einsatz, wobei er mit der Eintracht in der Europa League erneut bis ins Achtelfinale vorstieß und im DFB-Pokal das Halbfinale erreichte. Die Spielzeit 2020/21 beendete der Innenverteidiger mit seiner Mannschaft als Tabellenfünfter, was die erneute Qualifikation für die Europa League zur Folge hatte. Der Franzose kam dabei in 23 Ligaspielen zum Einsatz, wobei er jedes Mal in der Startelf stand und 3 Treffer per Kopf erzielte.
Auch Frankfurts neuer Trainer Oliver Glasner setzte in der Saison 2021/22 auf die Dienste des Verteidigers und bot ihn in der Spielzeit meist an der Seite von Hinteregger und Tuta in einer Dreierkette auf. N’Dicka kam wettbewerbsübergreifend zu 44 Pflichtspieleinsätzen und erzielte 4 Tore in der Bundesliga. In der Europa League stand er nur zweimal nicht auf dem Feld und erreichte mit seiner Mannschaft als Gruppenerster nach Siegen in der K.o.-Runde gegen Betis Sevilla, den FC Barcelona und West Ham United das Finale. Dort stand er am 18. Mai 2022 gegen die Glasgow Rangers die ersten 100 Minuten auf dem Platz und gewann mit der Eintracht nach Elfmeterschießen den Titel.
Mit Auslaufen seines Vertrages verließ N’Dicka die Eintracht zum 30. Juni 2023 ablösefrei und schloss sich der AS Rom an. Beim italienischen Erstligisten unterschrieb er einen Fünfjahresvertrag.

### Nationalmannschaft
N’Dicka durchlief ab der U16 sämtliche Jugendnationalmannschaften des französischen Fußballverbandes. Im Mai und Juni 2019 spielte er mit der U20-Auswahl bei der U20-Weltmeisterschaft in Polen und erreichte mit seiner Mannschaft das Achtelfinale. Im September 2019 kam er zu einem Einsatz für die U21-Nationalmannschaft.
Am 9. September 2023 debütierte N’Dicka in der ivorischen A-Nationalmannschaft.

## Erfolge
Eintracht Frankfurt
- Europa-League-Sieger: 2022

Persönliche Auszeichnungen
- Bundesliga Rookie Award: Februar 2019